# Urata Itsuki
Itsuki Urata (浦田 樹 Urata Itsuki, sinh ngày 29 tháng 1 năm 1997 ở Tokyo) là một cầu thủ bóng đá người Nhật Bản. Anh hiện tại đang thi đấu cho câu lạc bộ NK Maribor tại Slovenian PrvaLiga.

## Sự nghiệp thi đấu
Itsuki Urata gia nhập câu lạc bộ tại J2 League; JEF United Chiba năm 2015. Vào tháng 9 năm 2016, anh chuyển đến câu lạc bộ J3 League; FC Ryukyu.

## Thống kê câu lạc bộ
Cập nhật đến ngày 23 tháng 2 năm 2018.
| Thành tích câu lạc bộ | Thành tích câu lạc bộ | Thành tích câu lạc bộ | Giải vô địch | Giải vô địch | Cúp                   | Cúp                   | Tổng cộng | Tổng cộng |
| Mùa giải              | Câu lạc bộ            | Giải vô địch          | Số trận      | Bàn thắng    | Số trận               | Bàn thắng             | Số trận   | Bàn thắng |
| Nhật Bản              | Nhật Bản              | Nhật Bản              | Giải vô địch | Giải vô địch | Cúp Hoàng đế Nhật Bản | Cúp Hoàng đế Nhật Bản | Tổng cộng | Tổng cộng |
| --------------------- | --------------------- | --------------------- | ------------ | ------------ | --------------------- | --------------------- | --------- | --------- |
| 2015                  | JEF United Chiba      | J2 League             | 0            | 0            | 0                     | 0                     | 0         | 0         |
| 2016                  | FC Ryukyu             | J3 League             | 8            | 0            | 0                     | 0                     | 8         | 0         |
| 2017                  | Giravanz Kitakyushu   | J3 League             | 13           | 0            | 0                     | 0                     | 13        | 0         |
| Tổng                  | Tổng                  | Tổng                  | 21           | 0            | 0                     | 0                     | 21        | 0         |